# EBOH in het seizoen 1957/58
Het seizoen 1957/1958 was het vierde jaar in het bestaan van de Dordtse betaaldvoetbalclub EBOH. De club kwam uit in de Tweede divisie A en eindigde daarin op de 11e plaats. Tevens deed de club mee aan het toernooi om de KNVB beker, hierin werd in de eerste ronde verloren van De Spechten (1–2).

## Wedstrijdstatistieken

### Tweede divisie A
|       | Baronie | DHC   | DOSKO | Emma  | 't Gooi | Hilversum | LONGA | ONA   | UVS   | De Valk | Wilhelmina | Zeist | ZFC   |
| ----- | ------- | ----- | ----- | ----- | ------- | --------- | ----- | ----- | ----- | ------- | ---------- | ----- | ----- |
| Thuis | 1 – 5   | 1 – 1 | 2 – 1 | 1 – 1 | 1 – 1   | 1 – 2     | 1 – 1 | 1 – 4 | 1 – 1 | 3 – 3   | 6 – 1      | 1 – 4 | 1 – 0 |
| Uit   | 0 – 1   | 2 – 1 | 3 – 4 | 3 – 1 | 1 – 2   | 1 – 0     | 0 – 1 | 2 – 2 | 2 – 0 | 2 – 1   | 6 – 3      | 3 – 0 | 2 – 0 |

### KNVB beker
| 1e ronde                                      | EBOH      | 1 – 2 | De Spechten                       |
| 26 december 1957 Plaats: Dordrecht Zuidendijk | Spoor 63' |       | Jan Lukken 85' Broer van den Berg |

## Statistieken EBOH 1957/1958

### Eindstand EBOH in de Nederlandse Tweede divisie A 1957 / 1958
| Stand | Gespeeld | Gewonnen | Gelijk | Verloren | Punten | Doelpunten voor | Doelpunten tegen |
| ----- | -------- | -------- | ------ | -------- | ------ | --------------- | ---------------- |
| 11e   | 26       | 7        | 7      | 12       | 21     | 37              | 52               |

### Topscorers
| #      | Naam           | Goal |
| ------ | -------------- | ---- |
| 1.     | Hans de Vos    | 8    |
| 2.     | Wim Kwakernaat | 6    |
| 3.     | Rein de Bruyn  | 5    |
| 3.     | Rowel          | 5    |
| 5.     | Harry Broeders | 3    |
| 6.     | Ries Fok       | 2    |
| 6.     | Jan Leermakers | 2    |
| 6.     | Eef Schoon     | 2    |
| 6.     | Bertus Spoor   | 2    |
| 10.    | Kees de Jong   | 1    |
| 10.    | Proost         | 1    |
| Totaal | Totaal         | 37   |

| #      | Naam   | Goal |
| ------ | ------ | ---- |
| 1.     | Spoor  | 1    |
| Totaal | Totaal | 1    |